# Lakkopetra
Lakkopetra är en ort i Grekland.   Den ligger i prefekturen Nomós Achaḯas och regionen Västra Grekland, i den centrala delen av landet, 200 km väster om huvudstaden Aten. Lakkopetra ligger 32 meter över havet och antalet invånare är 758.
Terrängen runt Lakkopetra är huvudsakligen platt, men västerut är den kuperad. Havet är nära Lakkopetra åt nordost. Runt Lakkopetra är det ganska tätbefolkat, med 129 invånare per kvadratkilometer. Närmaste större samhälle är Káto Achaḯa, 8,5 km öster om Lakkopetra. 